# Unitec Institute of Technology

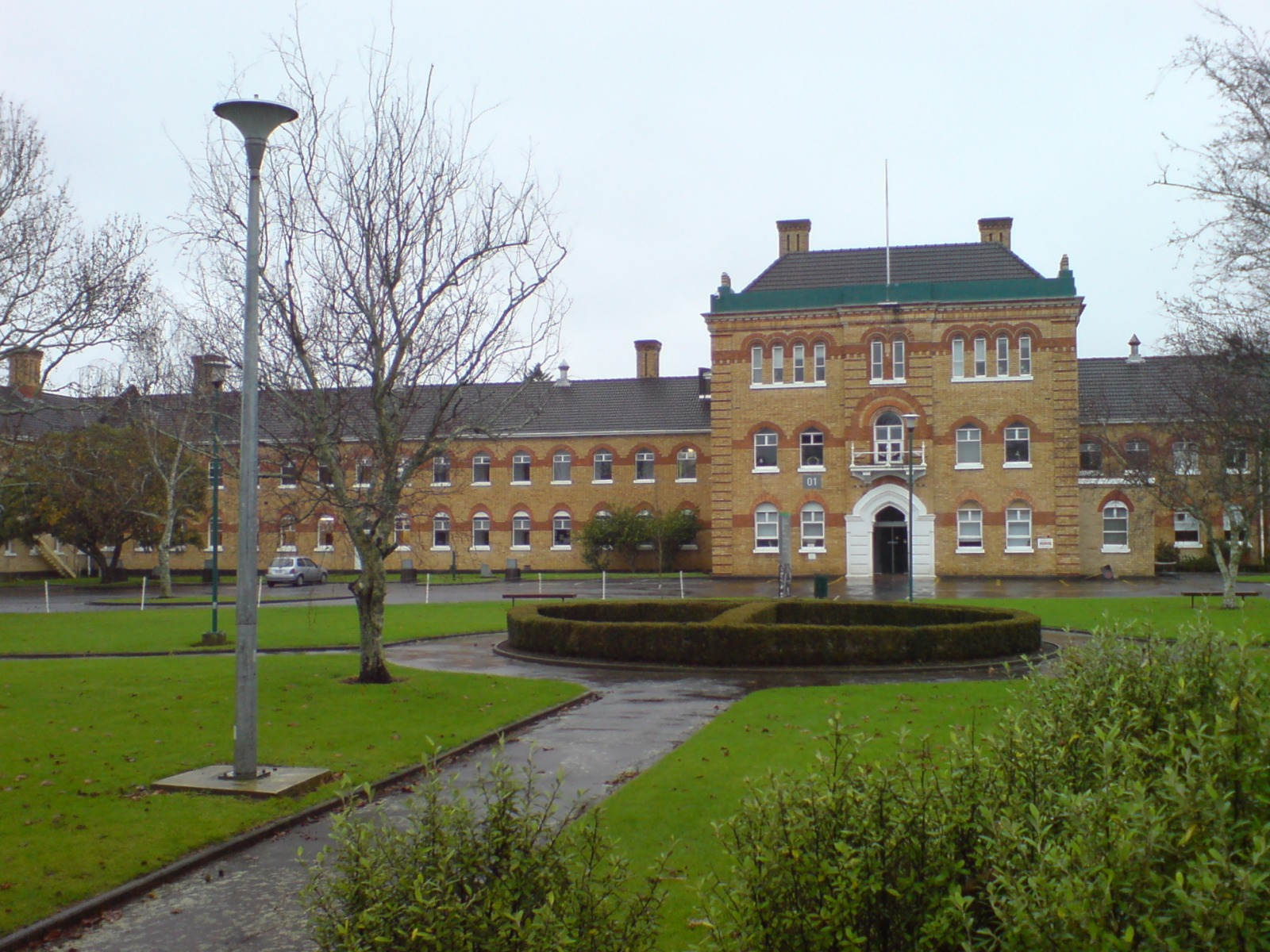
Unitec Campus, Carrington Road.

Das Unitec Institute of Technology (Māori: Te Whare Wānanga o Wairaka) ist eine Einrichtung zur Berufsbildung in Auckland, Neuseeland. Die Bildungseinrichtung wurde 1976 gegründet. Der Hauptcampus befindet sich in Mt Albert und ein weiterer in Henderson. Die Hochschule ist Mitglied der International Association of Universities. Als Institute of Technology ist es vergleichbar mit einer Fachhochschule in Deutschland.

## Studiengänge
- Accountancy and Finance
- Applied Technology and Trades
- Architecture and Landscape
- Communication
- Computing and Information Technology
- Construction and Engineering
- Design and Visual Arts
- Education
- Health and Community Studies
- Language Studies
- Management and Entrepreneurship
- Māori Education
- Natural Sciences
- Performing and Screen Arts
- Sport, Travel and Tourism
- Foundation Studies

## Abschlüsse
- 2 doctorate degrees
- 15 masters degrees
- 17 postgraduate and graduate diplomas and certificates
- 21 bachelors degree programmes with 28 majors
- 72 diploma and certificate programmes